# Tripterophycis svetovidovi
Tripterophycis svetovidovi är en fiskart som beskrevs av Sazonov och Shcherbachev, 1986. Tripterophycis svetovidovi ingår i släktet Tripterophycis och familjen Moridae. Inga underarter finns listade i Catalogue of Life.